# Raymond Losserand
Raymond Losserand, né le 22 août 1903 à Paris 2e et mort fusillé par l'ennemi le 21 octobre 1942 au stand de tir de Balard à Paris 15e, est un résistant français communiste de la Seconde Guerre mondiale.

## Biographie

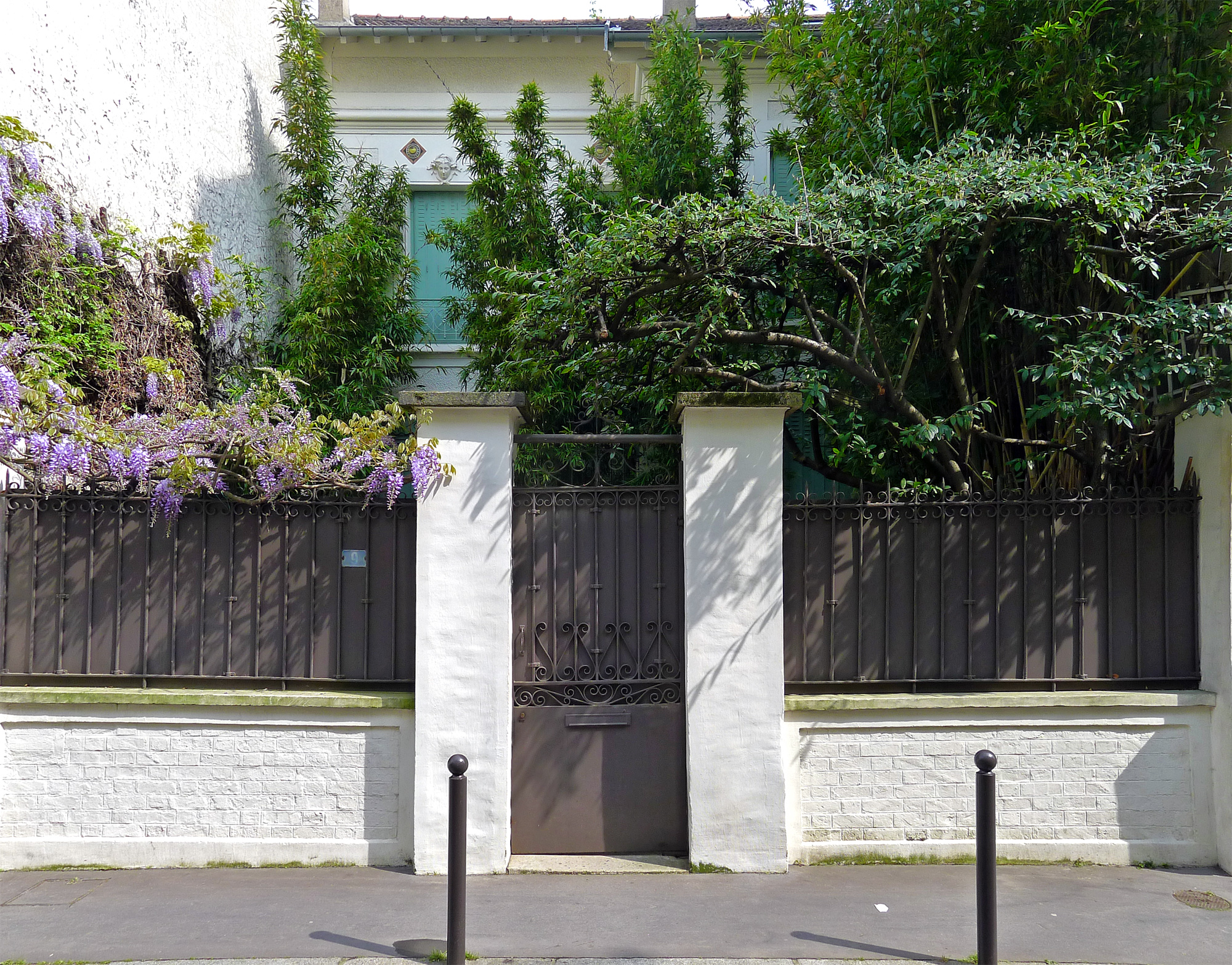
No 9 de la villa Deshayes à Paris, où habita Raymond Losserand.

### Famille et jeunesse
Raymond Losserand est le fils de petits restaurateurs originaires de la Savoie. Il apprend le métier de fourreur qu'il exerce en atelier de 1916 à 1922, puis à son compte. Il épouse en 1922 Louise Marié, dite « Louisette », mécanicienne en fourrure née le 23 février 1904.

### Militantisme avant-guerre
Il se syndique dès l'âge de treize ans, avec une préférence pour l'anarcho-syndicalisme. Après les émeutes du 6 février 1934, il adhère au Parti communiste et déploie une grande activité militante. Il devient secrétaire de la section du 14e arrondissement de Paris en 1935.
En juin 1936, il aide à l'organisation de comités de grèves et à l'élaboration des cahiers de revendications. À partir de juillet 1936, il s'implique dans le recrutement des volontaires pour combattre auprès des républicains espagnols.
Il est élu conseiller municipal du 14e arrondissement, quartier de Plaisance, le 30 mai 1938, remplaçant Marcel Paul, qui avait démissionné car il avait été élu secrétaire général de la fédération CGT de l'Eclairage en juin 1937. Il fait porter son action sur le développement des aides sociales dans le quartier mais est déchu de son mandat le 21 janvier 1940.

### Résistance pendant la Seconde Guerre mondiale
Mobilisé au début de la guerre, il est fait prisonnier en juin 1940, s'évade et regagne son domicile, puis entre dans la clandestinité. Il est chargé par Arthur Dallidet de réorganiser la région Paris-Ouest du parti, sous la direction de Jean Laffitte.
En juillet 1941, avec Henri Rol-Tanguy et Gaston Carré, il met progressivement en place la direction militaire de la résistance dans la région parisienne en créant des petits groupes armés et en menant de nombreuses actions de sabotage. Il devient chef de l'Organisation spéciale, puis commandant des FFI-FTPF.

### Arrestation et exécution
Raymond Losserand est arrêté le 16 mai 1942 à 4 heures du matin à son domicile clandestin par les policiers des brigades spéciales, à la suite d'une filature.
Torturé et subissant 54 interrogatoires, il est condamné à mort le 30 septembre 1942 par le tribunal du Gross Paris. Il est fusillé avec Gaston Carré et ses amis le 21 octobre suivant au stand de tir de Balard.
Depuis le 1er novembre 1945, il repose près du Mur des Fédérés, au cimetière du Père-Lachaise, à Paris, avec six autres élus victimes du nazisme : Jules Auffret, Corentin Cariou, Maurice Gardette, René Le Gall, Léon Frot et Charles Michels.
Son épouse, Louise Losserand, arrêtée en même temps que lui, est déportée à Auschwitz par le convoi du 24 janvier 1943. Transférée ensuite à Ravensbrück puis à Mauthausen, elle est libérée en 1945.
Selon Anise Postel-Vinay, Raymond Losserand était plombier et fut son voisin de cellule à la Santé. Il portait le nom de guerre « Auguste » et lui fit part de sa force de caractère en ces termes : « Toute action en ce monde ne porte ses fruits que si on veut bien tout lui sacrifier, y compris sa vie. »

## Distinction
- Médaille de la Résistance française avec rosette à titre posthume (décret du 31 mars 1947)

## Hommage
La rue Raymond-Losserand dans le 14e arrondissement de Paris porte son nom en sa mémoire. Depuis 2017, la placette située au no 145 de cette rue porte le nom de place Louise-Losserand.